# Санту-Эстеван (Баия)
Санту-Эстеван (порт. Santo Estêvão)  —  муниципалитет в Бразилии, входит в штат Баия. Составная часть мезорегиона Северо-центральная часть штата Баия. Входит в экономико-статистический микрорегион Фейра-ди-Сантана. Население составляет 44 163 человека на 2006 год. Занимает площадь 365,141 км². Плотность населения — 120,9 чел./км².

## История
Город основан 12 июля 1921 года.

## Статистика
- Валовой внутренний продукт на 2003 год составляет 98 573 311,00 реалов (данные: Бразильский институт географии и статистики).
- Валовой внутренний продукт на душу населения на 2003 год составляет 2304,35 реала (данные: Бразильский институт географии и статистики).
- Индекс развития человеческого потенциала на 2000 год составляет 0,649 (данные: Программа развития ООН).